# FC VSS Košice
El FC VSS Košice fue un club de fútbol eslovaco en la ciudad de Košice. El club fue fundado en 1952, ganó dos veces la Superliga de Eslovaquia, la Copa de Eslovaquia la ganó cuatro veces y una vez la Copa de Checoslovaquia. La época más exitosa del club han sido en los años 70 y 90 años del siglo pasado que han pasado principalmente en el nivel superior de Checoslovaquia y el fútbol en Eslovaquia. El club ha tenido dos campeones de la Eurocopa 1976: Dušan Galis y Jaroslav Pollák.

## Historia
El primer club en la ciudad fue fundado en 1903 como Kassai AC; (en eslovaco: Košický Atletický Klub; en húngaro: Kassai Atlétikai Club). Los colores del club eran azules y amarillos. En los años 10del siglo pasado, el club compitió en el campeonato del país húngaro. In 1909 Kassai AC ganó este Campeonato. Más tarde se desempeñó en el grupo oriental en la división eslovaca subcarpatiana durante cuatro años, 1935-1938. En 1939-40, el equipo jugó en la Liga Húngara I. Los más exitosos jugadores del Kassai AC fueron Szaniszló, Šiňovský, los hermanos Drotár, Klein, Lebenský, Dráb, Pásztor y otros. Durante muchos años el club se establecieron en el estadio de Sokoljevova Street, con capacidad de 16.000 espectadores. El estadio estaba a menudo lleno. Después que terminara la World War II los tres equipos de la ciudad: Kassai AC, Kassai Törekvés y ČsŠK se fusionaron a un club llamado Jednota Košice. Jednota comenzó a jugar en la Liga checoslovaca desde 1945. En la primera temporada terminaron la liga cuartos en el Grupo B. Fue un suceso en el momento.

### VSS
Kassai AC y Jednota se convirtieron en VSS en 1952. El equipo se llamaba Strojári; en español: Ingenieros, debido a sus principales patrocinadores, el VSS (Ingeniería Eslovaca Oriental). VSS fue un miembro estable de la Primera Liga de Checoslovaquia y su mejor posición fue segundo en 1970-71. En 1971 y 1973 el VSS se clasificó para la Copa de la UEFA. En 1971 ganó por 2-1 contra el Spartak de Moscú en el partido de ida, pero perdió por 0-2 en Moscú y fueron eliminados de la competición. Dos años después el VSS se clasificó para la Copa de la UEFA. Contra el Honvéd FC, ganó en casa por 1-0 y perdió por 2-5 de visita. Los jugadores más exitosos del VSS fueron Andrej Kvašňák, Titus Buberník, Jaroslav Pollák, Dušan Galis (Euro 1976 ambos campeones), Anton Švajlen, Ján Pivarník, Jozef Bomba, Jozef Desiatnik y otros. VSS cambió su nombre a ZŤS in 1978.

### Años 1990
Los dos veces campeones del fútbol eslovaco (1997, 1998) descendieron de la primera división en 2003 después de la propuesta de venta del club a los propietarios italianos en 2001 por el antiguo propietario y posterior magnate del acero VSŽ, Alexander Rezeš cayó. Aunque el sueño de Rezeš de convertir al 1. FC Košice en un club europeo superior nunca se hizo realidad, se las arregló para levantar un equipo promedio de segunda división a la primera fase de grupos de la Liga de Campeones de la UEFA en 1997/98. Sin embargo, el fracaso del año próximo para hacer la misma fase de la competición europea importante, y no defender el título de liga, junto con el cambio de gobierno que socava la posición del clan Rezeš (Alexander Rezeš fue ministro de economía del gobierno de Vladimír Mečiar en 1994-97) representó el principio del fin de los "millonarios". Su estadio fue el Všešportový areál.

### Campaña Liga de Campeones 1997-98
El 1.FC se hizo famoso como el primer club de Eslovaquia en llegar a la fase de grupos de la lucrativa UEFA Champions League cuando lo hicieron en la temporada 1997-1998. También durante esta campaña de la Liga de Campeones, 1. FC Košice, se convirtió en el primer club en la historia de la Liga de Campeones en no registrar puntos en total en la fase de grupos, perdiendo 3 de sus partidos en casa y 3 de sus partidos fuera de casa.1. FC Košice son más conocidos fuera de su patria por sus dos enfrentamientos con el Manchester United en la fase de grupos de la Liga de Campeones de Europa de 1997-1998 . United los venció 3:0 en ambas ocasiones. Durante este breve campaña en la competición de clubes más grande de Europa, Kosice sufrió una tragedia, cuando el centrocampista Milan Cvirik murió en un accidente automovilístico a la edad de 21 años.

### Historia más reciente
En la temporada 2003-04 estuvo al borde del colapso financiero y el descenso de la segunda división, los propietarios de 1. FC, se les ofreció ayuda por el presidente de Steel Trans Ličartovce Blažej Podolák, uno de los favoritos para avanzar a la Premier League de la temporada. Acero trans también pagó por el estadio Čermeľ en Košice, en donde todos los exequipos de 1. FC - ahora bajo las alas protectoras de Ličartovce - jugarán sus partidos.Košice, la segunda ciudad más grande de Eslovaquia, ya no tenía club en las dos primeras divisiones (aunque muchos pueden recordar dos en la Liga Federal de Checoslovaquia). Otro gran equipo en el pasado, FC Lokomotiva Košice, está en la tercera división. Era muy difícil predecir el futuro del fútbol en la ciudad, cuyo estadio principal se encuentra en una situación catastrófica y las autoridades del fútbol hicieron oídos sordos a los gritos de ayuda.
Reformada el 17 de junio de 2005, pasó a denominarse MFK Košice del FC Steel Trans Ličartovce. Terminaron la temporada en el ascenso a la Premier League.

## Disolución
El 27 de julio de 2017 el club oficialmente cierra operaciones. En agosto del mismo año un grupo de aficionados del club asegura restablecer al club en la sexta división para la temporada 2018/19.

### Nombres Históricos
| Nombre                | Años      |
| --------------------- | --------- |
| TJ Spartak VSS        | 1952–1956 |
| TJ Spartak            | 1956–1957 |
| TJ Jednota            | 1957–1962 |
| TJ VSS                | 1962–1979 |
| ZŤS                   | 1979–1990 |
| ŠK Unimex Jednota VSS | 1990–1992 |
| 1. FC                 | 1992–2005 |
| MFK                   | 2005–2015 |
| FC VSS                | 2015-2017 |

## Estadio

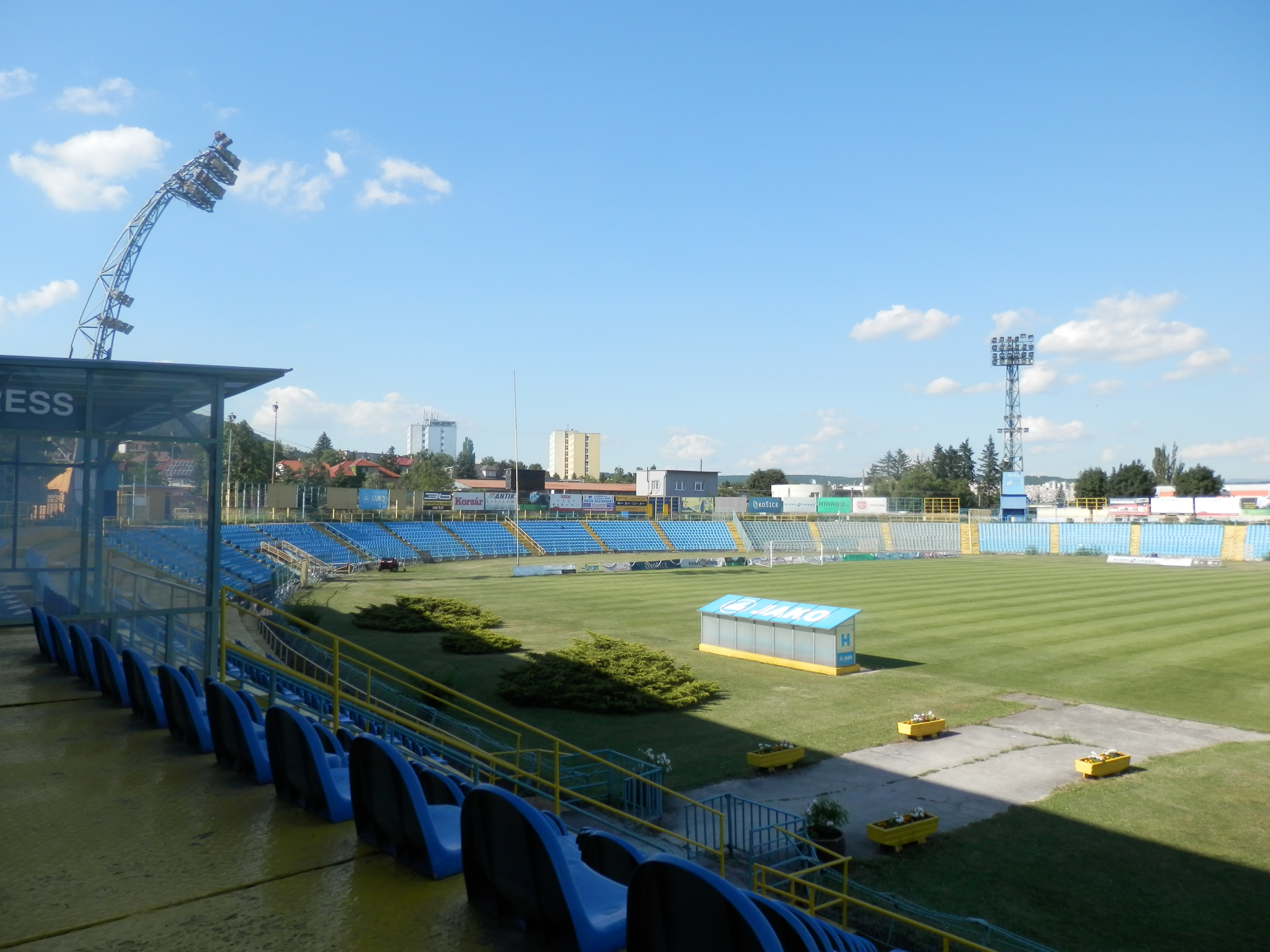
Štadión Lokomotívy.

El Štadión Lokomotívy v Čermeli, también llamado Štadión Lokomotívy, es un estadio multiuso en Košice, Eslovaquia. En la actualidad se utiliza sobre todo para los partidos de fútbol como local del MFK Košice desde 1997. El estadio tiene 10.787 (8.787 sentados) espectadores y fue construido en 1970. Inicialmente fue el estadio utilizado por el Lokomotíva Košice y 1.FC Košice (ahora MFK) y jugaron aquí desde 1997. La Selección de fútbol de Eslovaquia jugó algunos partidos aquí, pero el estadio no cumple con los criterios de la UEFA para los eventos internacionales de hoy. En noviembre de 2009, debe iniciar la construcción del nuevo estadio con capacidad para alrededor de 20.000 espectadores.

## Palmarés
- Superliga de Eslovaquia
  - Campeón (2): 1997, 1998
  - Subcampeón (3): 1995, 1996, 2000

- Copa de Eslovaquia
  - Campeón (5): 1973, 1980, 1993, 2009, 2014
  - Subcampeón (2): 1998, 2000

- Supercopa de Eslovaquia
  - Campeón (1): 1997

- Copa de Checoslovaquia
  - Campeón (1): 1993
  - Subcampeón (3):  1964, 1973, 1980

## Jugadores

### Jugadores notables
- Bohumil Andrejko
- Jozef Bomba
- Jaroslav Boroš
- Titus Buberník
- Kamil Čontofalský
- Andrej Daňko
- Jozef Desiatnik
- Peter Dzúrik
- Pavol Diňa
- Karol Dobai
- Alexander Felszeghy
- Dušan Galis
- Michal Hipp
- František Hoholko
- Vladimír Janočko
- Štefan Jutka
- Július Kánássy
- Ivan Kozák
- Ján Kozák
- Jozef Kožlej
- František Králka
- Andrej Kvašňák
- Ladislav Molnár
- Szilárd Németh
- Ján Pivarník
- Jaroslav Pollák
- Marek Sapara
- Róbert Semeník
- Adolf Scherer
- Miroslav Sovič
- Ján Strausz
- Július Šimon
- Juraj Šomoši
- Marek Špilár
- Jozef Štafura
- Ladislav Štovčík
- Anton Švajlen
- Ladislav Tamáš
- Vladimír Weiss
- Radoslav Zabavník
- Rudolf Zibrínyi
- Vladislav Zvara
- Nemanja Matić
- Marko Milinković
- Ruslan Lyubarskyi

## Entrenadores
- Jozef Karel (1957-1961)
- Jozef Vengloš (1969-1971)
- Jozef Jankech (1973-1975)
- Štefan Jačiansky (1975-1976)
- Alexander Felszeghy (1976-1977)
- Jozef Karel (1979-1980)
- Vladimír Hrivnák (1982)
- František Skyva (1983)
- Michal Baránek (1984)
- Andrej Ištók (1985)
- Andreas Singer (1986-1991)
- Jozef Jankech (1991)
- Andreas Singer (1991-1993)
- Ján Zachar (1993-1995)
- Ján Kozák (1996-1997)
- Karol Pecze (1997-1998)
- Dušan Radolský (1998)
- Ján Kozák (1998-1999)
- Andreas Singer (2000-2001)
- Erik Bogdanovský (2001-2002)
- Jaroslav Gürtler (2002)
- Andrej Daňko (2002-2003)
- Bohumil Andrejko (2003)
- Ján Kozák (2005-2007)
- Jan Bodnar (2007-2008)
- Ján Kozák (2008-2009)
- Goran Milojević (2010)
- Žarko Đurović (2010)
- Štefan Tarkovič (2010-2011)
- Ladislav Šimčo (2011-2012)
- Ján Kozák (2012-2013)
- Jaroslav Galko (2013)
- Radoslav Látal (2013-)

## Participación en competiciones europeas

### Competiciones de la UEFA
| Temporada | Torneo             | Ronda            | Club              | Global    | Ida | Vuelta |
| --------- | ------------------ | ---------------- | ----------------- | --------- | --- | ------ |
| 1971-72   | UEFA Cup           | 1                | Spartak Moscow    | 2-3       | 2-1 | 0-2    |
| 1973-74   | UEFA Cup           | 1                | Budapest Honvéd   | 3-5       | 1-0 | 2-5    |
| 1993-94   | Cup Winners' Cup   | Clasificatoria   | FK Žalgiris       | 3-1       | 2-1 | 1-0    |
| 1993-94   | Cup Winners' Cup   | 1                | Beşiktaş          | 2-3       | 2-1 | 0-2    |
| 1995      | UEFA Intertoto Cup | Fase de grupos   | Wimbledon         |           | 1-1 |        |
| 1995      | UEFA Intertoto Cup | Fase de grupos   | Beitar Jerusalem  |           |     | 5-3    |
| 1995      | UEFA Intertoto Cup | Fase de grupos   | Charleroi         |           | 3-2 |        |
| 1995      | UEFA Intertoto Cup | Fase de grupos   | Bursaspor         |           |     | 1-1    |
| 1995-96   | UEFA Cup           | Preliminar       | Újpest            | 1-3       | 0-1 | 1-2    |
| 1996-97   | UEFA Cup           | Preliminar       | KS Teuta          | 6-2       | 2-1 | 4-1    |
| 1996-97   | UEFA Cup           | Clasificatoria   | Celtic            | 0-1       | 0-0 | 0-1    |
| 1997-98   | Champions League   | Clasificatoria 1 | ÍA                | 4-0       | 3-0 | 1-0    |
| 1997-98   | Champions League   | Clasificatoria 2 | Spartak Moscow    | 2-1       | 2-1 | 0-0    |
| 1997-98   | Champions League   | Fase de grupos   | Manchester United | 4.º lugar | 0-3 | 0-3    |
| 1997-98   | Champions League   | Fase de grupos   | Juventus          | 4.º lugar | 0-1 | 2-3    |
| 1997-98   | Champions League   | Fase de grupos   | Feyenoord         | 4.º lugar | 0-1 | 0-2    |
| 1998-99   | Champions League   | Clasificatoria 1 | Cliftonville      | 13-1      | 8-0 | 5-1    |
| 1998-99   | Champions League   | Clasificatoria 2 | Brøndby           | 1-2       | 0-2 | 1-0    |
| 1998-99   | UEFA Cup           | 1                | Liverpool         | 0-8       | 0-3 | 0-5    |
| 2000-01   | UEFA Cup           | Clasificatoria   | Ararat Yerevan    | 4-3       | 1-1 | 3-2    |
| 2000-01   | UEFA Cup           | 1                | Grazer AK         | 2-3       | 2-3 | 0-0    |
| 2009-10   | Europa League      | Clasificatoria 3 | FK Slavija        | 5-1       | 3-1 | 2-0    |
| 2009-10   | Europa League      | Play-off         | Roma              | 3-3       | 1-7 | 4-10   |
| 2014–15   | Europa League      | Casificatoria 2  | Slovan Liberec    | 0–3       | 0–1 | 0–4    |

### Récord en la UEFA
| Torneo             | J  | G  | E | P  | GF | GC | GD  |
| ------------------ | -- | -- | - | -- | -- | -- | --- |
| Champions League   | 14 | 6  | 1 | 7  | 22 | 17 | +5  |
| Europa League      | 6  | 2  | 1 | 3  | 9  | 15 | -6  |
| UEFA Cup           | 16 | 5  | 3 | 8  | 18 | 28 | -10 |
| Cup Winners' Cup   | 4  | 3  | 0 | 1  | 5  | 4  | +1  |
| UEFA Intertoto Cup | 4  | 2  | 2 | 0  | 10 | 7  | +3  |
| Total              | 44 | 18 | 7 | 19 | 64 | 71 | -7  |

### Otros torneos europeos
| Temporada | Torneo        | Ronda    | Club                 | Ida | Vuelta |
| --------- | ------------- | -------- | -------------------- | --- | ------ |
| 1964-65   | Intertoto Cup | Grupo B3 | Szombierki Bytom     | 4-2 | 0-3    |
| 1964-65   | Intertoto Cup | Grupo B3 | Vorwärts Berlin      | 0-0 | 3-0    |
| 1964-65   | Intertoto Cup | Grupo B3 | Wiener SC            | 3-2 | 1-1    |
| 1965-66   | Intertoto Cup | Grupo B2 | Empor Rostock        | 0-3 | 0-1    |
| 1965-66   | Intertoto Cup | Grupo B2 | Zagłębie Sosnowiec   | 4-3 | 0-3    |
| 1965-66   | Intertoto Cup | Grupo B2 | Radnički Niš         | 2-7 | 2-0    |
| 1966-67   | Intertoto Cup | Grupo B5 | Vorwärts Berlin      | 1-3 | 4-0    |
| 1966-67   | Intertoto Cup | Grupo B5 | Elfsborg             | 3-0 | 0-6    |
| 1966-67   | Intertoto Cup | Grupo B5 | Borussia Neunkirchen | 2-0 | 2-2    |
| 1967      | Intertoto Cup | Grupo B6 | Dinamo Dresde        | 0-0 | 2-1    |
| 1967      | Intertoto Cup | Grupo B6 | AIK                  | 4-0 | 1-1    |
| 1967      | Intertoto Cup | Grupo B6 | AGF Aarhus           | 3-1 | 1-1    |
| 1968      | Intertoto Cup | Grupo B4 | Szombierki Bytom     | 2-3 | 2-0    |
| 1968      | Intertoto Cup | Grupo B4 | Djurgårdens          | 1-0 | 3-2    |
| 1968      | Intertoto Cup | Grupo B4 | Werder Bremen        | 1-0 | 3-1    |
| 1969      | Intertoto Cup | Grupo 8  | Wisła Kraków         | 0-4 | 4-0    |
| 1969      | Intertoto Cup | Grupo 8  | Lierse               | 2-1 | 1-1    |
| 1969      | Intertoto Cup | Grupo 8  | Esbjerg              | 3-1 | 4-0    |
| 1970      | Intertoto Cup | Grupo A5 | Åtvidaberg           | 0-1 | 2-0    |
| 1970      | Intertoto Cup | Grupo A5 | MSV Duisburg         | 1-1 | 3-0    |
| 1970      | Intertoto Cup | Grupo A5 | Holland Sport Haag   | 4-1 | 2-0    |
| 1974      | Intertoto Cup | Grupo 9  | ŁKS Łódź             | 1-1 | 1-3    |
| 1974      | Intertoto Cup | Grupo 9  | Randers Freja        | 6-1 | 3-1    |
| 1974      | Intertoto Cup | Grupo 9  | Sturm Graz           | 6-0 | 2-2    |
| 1976      | Intertoto Cup | Grupo 11 | Widzew Łódź          | 0-1 | 0-2    |
| 1976      | Intertoto Cup | Grupo 11 | KB                   | 1-2 | 2-3    |
| 1976      | Intertoto Cup | Grupo 11 | Start                | 2-0 | 1-0    |